# 汾州節度使
汾州節度使，五代十国的节度使，治所在汾州（今山西省汾阳市）。
汾州一直属于河东节度使。后周显德元年（954年）五月，北汉汾州防御使董希颜、沁州刺史李廷诲归顺后周，周世宗以他为寧化軍節度使，下辖汾州（今山西省汾阳市）、沁州（今山西省沁源县）、石州（今山西省吕梁市离石区）。不久，汾州、沁州、石州复归北汉。北汉在代州设汾州节度使，宋太宗太平兴国四年（979年），宋朝灭北汉，北汉汾州节度使蔚进、卢遂归降北宋。